# Walter Sisulu Local Municipality
Walter Sisulu (englisch Walter Sisulu Local Municipality) ist eine Lokalgemeinde im Distrikt Joe Gqabi der südafrikanischen Provinz Ostkap. Der Sitz der Gemeindeverwaltung befindet sich in Burgersdorp. Bürgermeisterin ist Bulelwa Khweyiya.
Die Gemeinde wurde nach den Regionalwahlen am 3. August 2016 durch Zusammenlegung der Gemeinden Gariep (Gemeinde) und Maletswai gebildet. Ihr Name bezieht sich auf den Anti-Apartheid-Aktivisten Walter Sisulu.

## Städte und Orte
| - Aliwal North - Burgersdorp - Dukathole - Jamestown - Khayamnandi - Mzamomhle | - Nozizwe - Oviston - Steynsburg - Tembisa - Venterstad |

## Bevölkerung
Nach der Volkszählung von 2011 lebten auf einer Fläche von 13.269 km² insgesamt 77.500 Einwohner.